# آشینسکی
آشینسکی (انگلیسی: Ashinsky) یک شهرک در شهرستان ایگلینسکی استان باشقیرستان کشور روسیه است.